# Richard Baseleer
Richard Baseleer (Antwerpen, 30 maart 1867 – Genève, 20 februari 1951) was een Belgisch kunstschilder, aquarellist en etser. Van 1926 tot 1936 was hij professor aan het Nationaal Hoger Instituut in Antwerpen.
Hij werd opgeleid door zijn vader, die ook een etser en lithograaf was. Daarnaast volgde hij gedurende korte tijd lessen aan de Antwerpse Academie onder Charles Verlat en Eugeen Joors. 
Baseleer bracht enige tijd door in Venetië en Parijs, waar hij beïnvloed werd door het plein-airisme en het opkomend impressionisme. Na zijn terugkeer naar België vestigde hij zich in 1899 in Antwerpen en uiteindelijk, in 1936, in Kalmthout, waar hij zich weer toelegde op het schilderen van landschappen.
Hij stond bekend om zijn werken met figuren, portretten en stadsgezichten, maar verwierf vooral faam met zijn marines en riviergezichten. Dit leverde hem de bijnaam 'schilder van de Beneden-Schelde' op. 
Baseleer schilderde zowel de havens van Antwerpen als die van Venetië. Hij verwerkte dezelfde onderwerpen ook in pasteltekeningen en aquarellen.
Richard Baseleer was lid van verschillende kunstkringen en verenigingen van beeldend kunstenaars in Antwerpen, waaronder "Als ik Kan" en was een stichtend lid van "Eenigen". In 1905 was hij medeoprichter van "Kunst van Heden". Daarnaast was hij lid van de Société Royale Belge des Aquarellistes. 
Zijn werk is te vinden in musea in Antwerpen en Brussel.

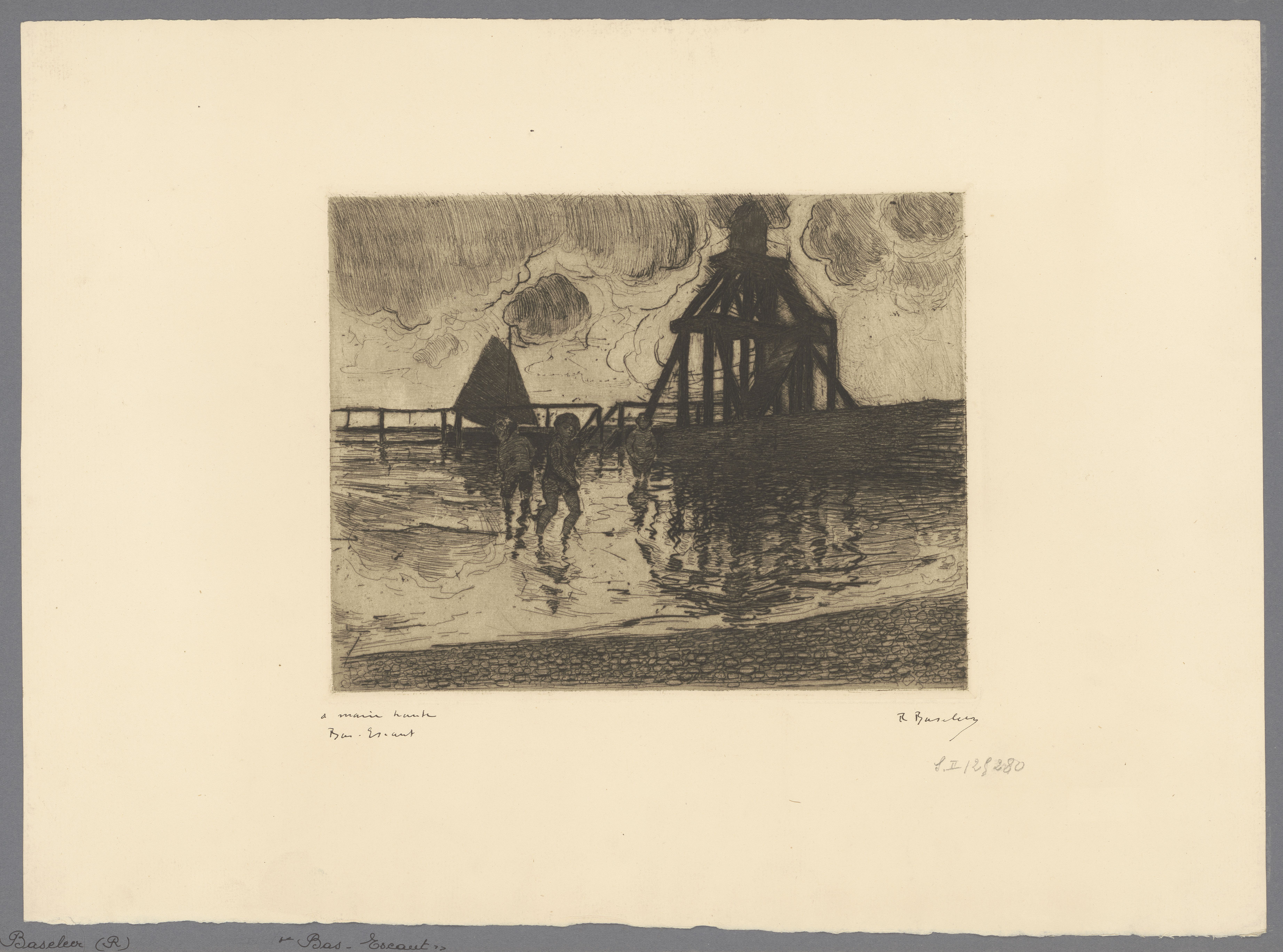
Hoogtij, prent door Richard Baseleer, prentenkabinet van de Koninklijke Bibliotheek van België, S.II 125280
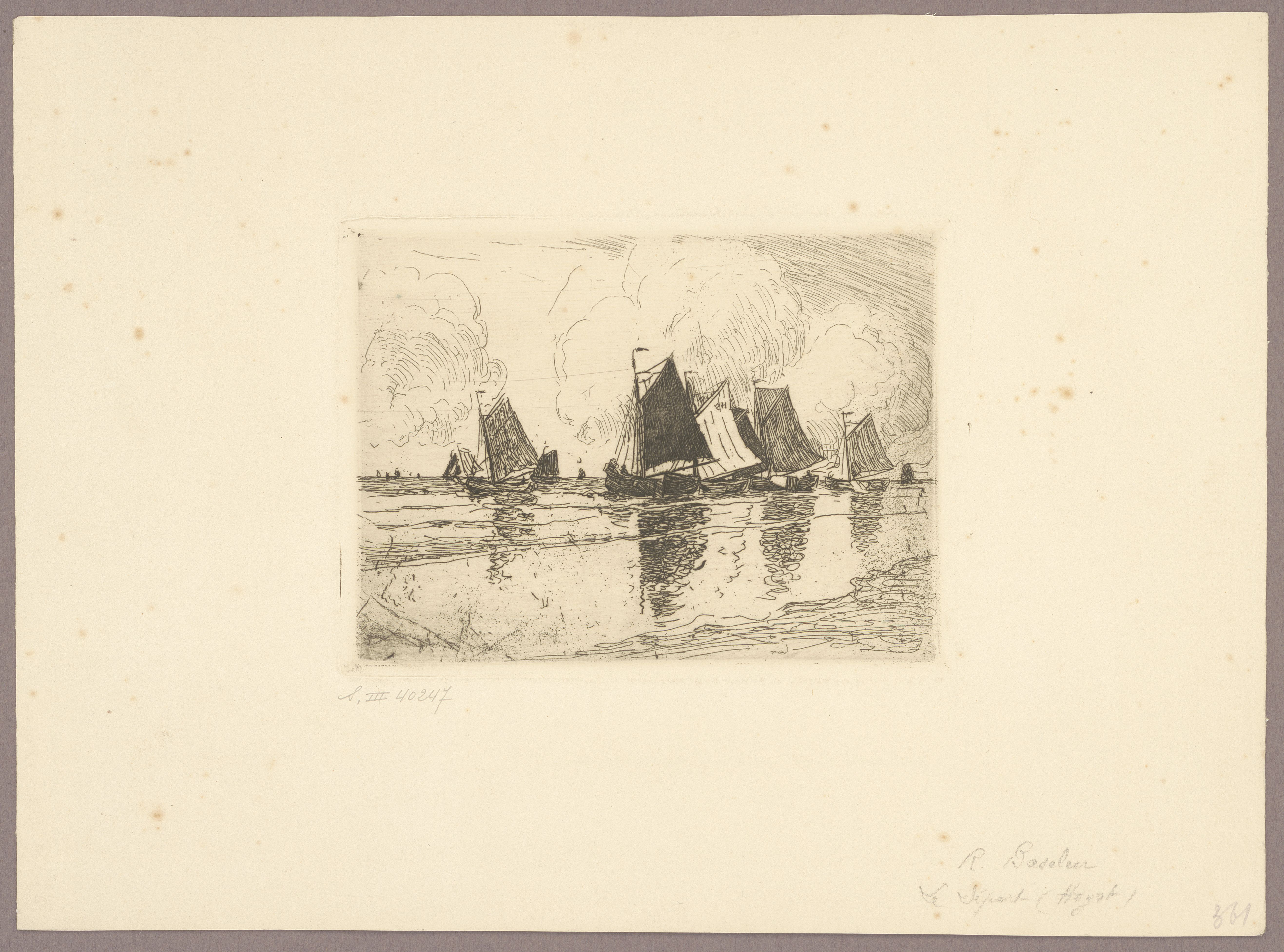
Vertrekken vanuit Heyst, prent door Richard Baseleer, prentenkabinet van de Koninklijke Bibliotheek van België, S.III 40247
De kunstenaar schildert aan zee, aquarel door Richard Baseleer, 1917, prentenkabinet van de Koninklijke Bibliotheek van België, F 16036
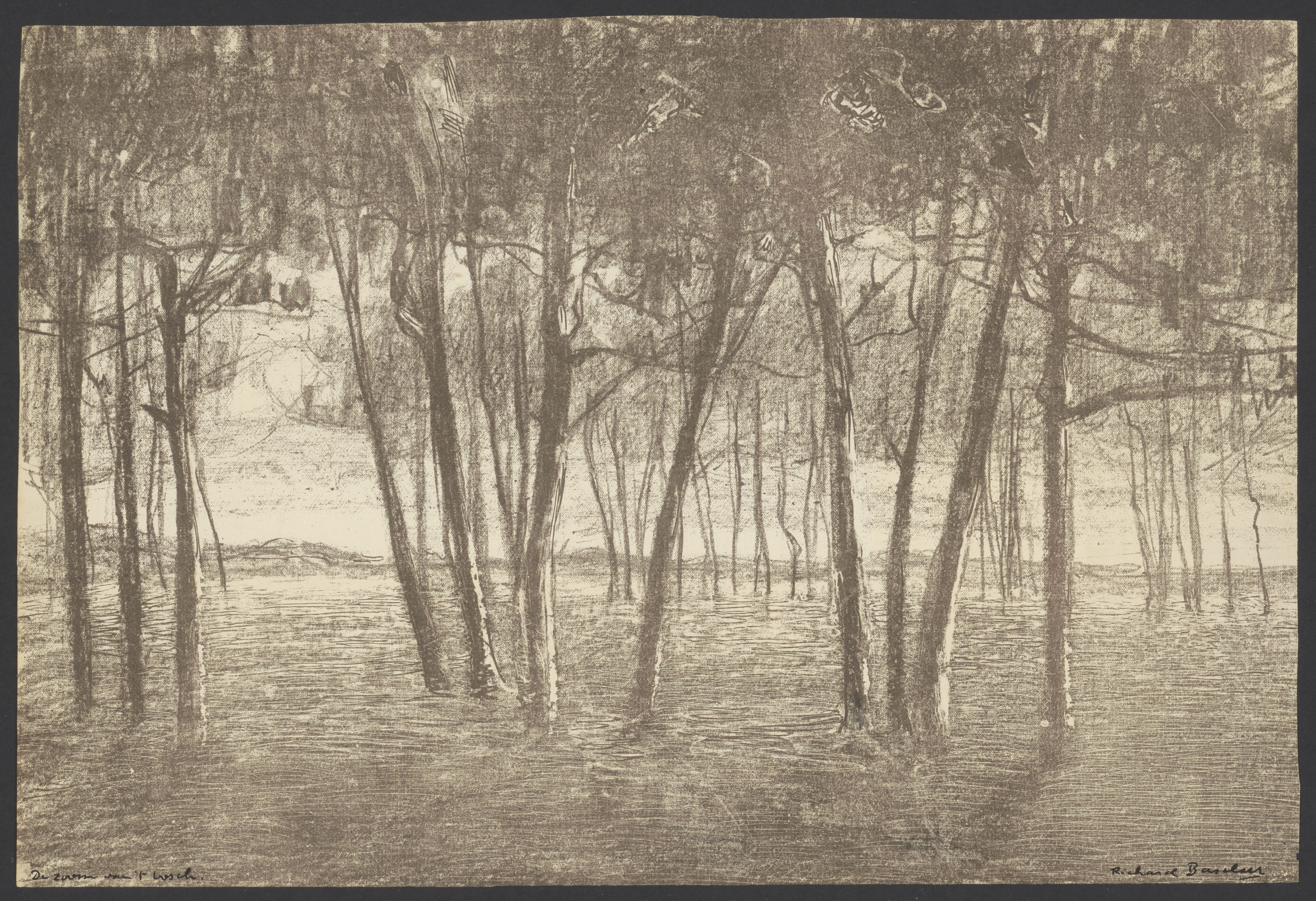
De zoom van 't bosch, prent door Richard Baseleer, prentenkabinet van de Koninklijke Bibliotheek van België, S.V 43660
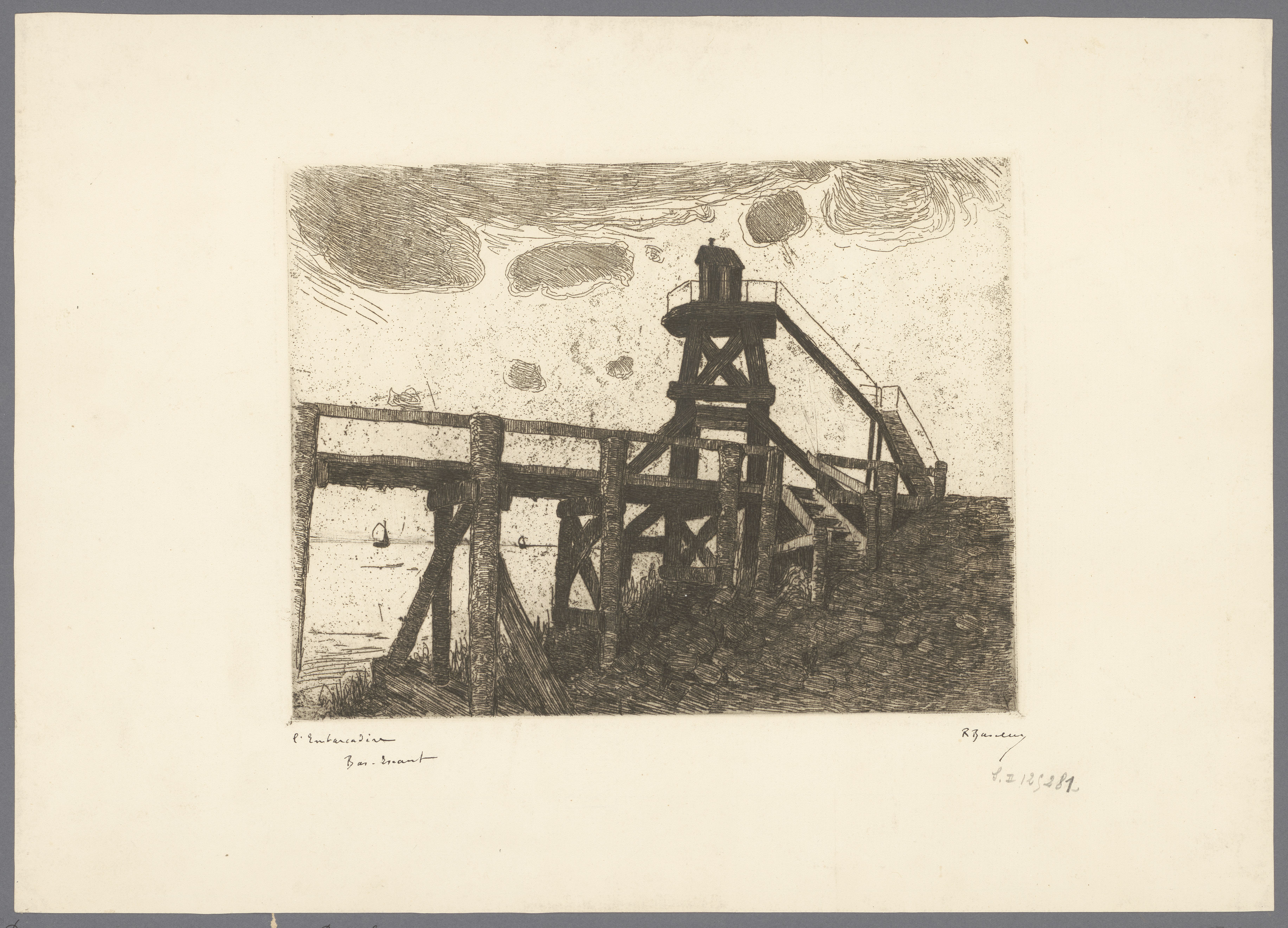
De aanlegsteiger, prent door Richard Baseleer, prentenkabinet van de Koninklijke Bibliotheek van België, S.II 125281